# فرانسیوس هوگوئس

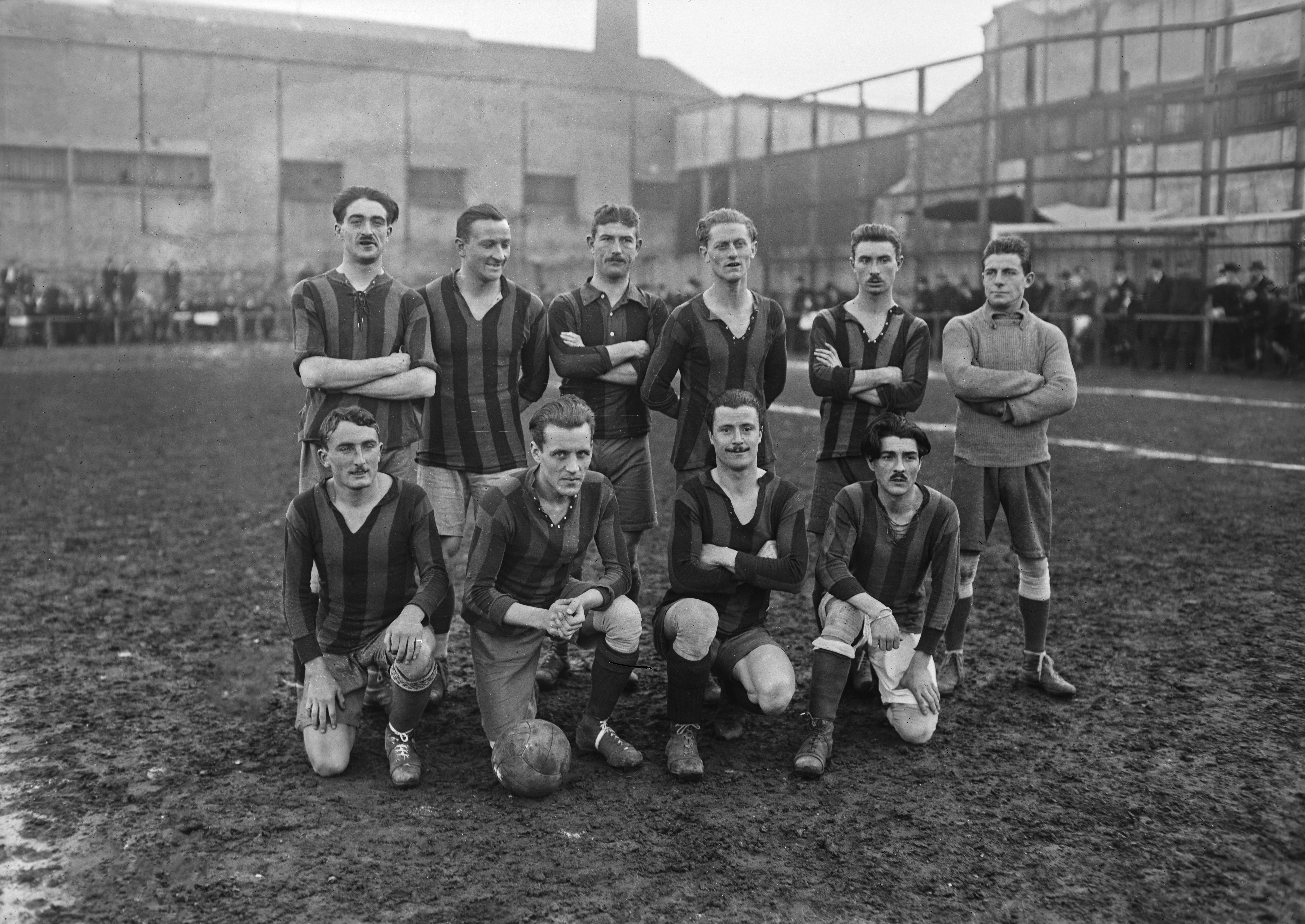
تیم فوتبال ستاره‌سرخ (فرانسه) در فصل ۱۹۲۰/۲۱

فرانسوا اوگ (به فرانسوی: François Hugues) بازیکن فوتبال و هافبک اهل فرانسه است که از سال ۱۹۱۹ تا ۱۹۲۷ میلادی عضو تیم ملی فوتبال فرانسه بوده‌است. وی در ۲۴ بازی ملی حضور داشته است و در بازی‌های ملی‌اش ۱ گل به ثمر رساند.